# Champ-sur-Drac
Champ-sur-Drac is een gemeente in het Franse departement Isère (regio Auvergne-Rhône-Alpes). De gemeente maakt deel uit van het arrondissement Grenoble. Champ-sur-Drac telde op 1 januari 2022 3.344 inwoners.

## Geografie
De oppervlakte van Champ-sur-Drac bedroeg op 1 januari 2022 8,92 vierkante kilometer; de bevolkingsdichtheid was toen 374,9 inwoners per km². De plaats ligt aan een historische route van Frankrijk naar Italië, bij de samenvloeiing van twee rivieren, de Drac en de Romanche, 13 km ten zuiden van Grenoble.

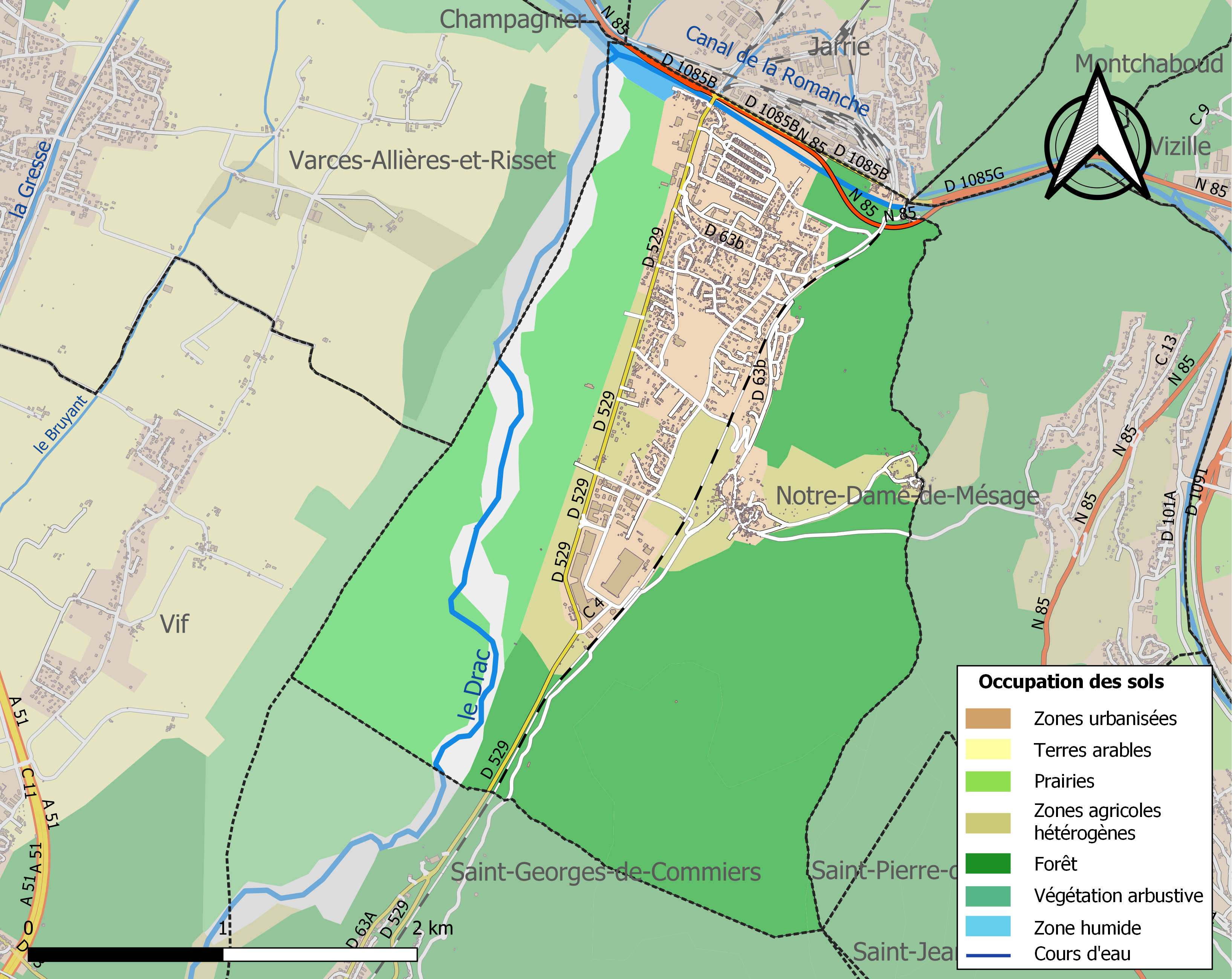
Kaart van de gemeente met de belangrijkste infrastructuur, bodemgebruik en omliggende gemeenten

## Demografie
Onderstaande figuur toont het verloop van het inwonertal (bron: INSEE-tellingen).